# Буробрюхий восточный бюльбюль
Буробрюхий восточный бюльбюль (лат. Iole charlottae) — вид певчих воробьиных птиц из семейства бюльбюлевых. Выделяют два подвида (один из которых иногда рассматривается как отдельный вид).

## Таксономия и систематика
Первоначально Iole charlottae был отнесён к роду Criniger.
Отдельным видом признается с 2017 года.

## Распространение
Обитают на острове Борнео (а также в Мьянме если считать I. crypta подвидом).

## Описание
Длина тела 20—20,5 см. Вес 20—28 г. Клюв относительно длинный и тонкий. Это шумные птицы.

## Биология
Питаются фруктами и насекомыми.

## Охранный статус
МСОП присвоил виду охранный статус NT. Угрозой для него считается возможная утрата мест обитания.